# Małgorzata Bednarek (radca prawny)
Małgorzata Bednarek – polska prawnik, doktor habilitowana nauk prawnych, docent w Instytucie Nauk Prawnych Polskiej Akademii Nauk, radca prawny, specjalistka w zakresie prawa cywilnego.

## Życiorys
W 1994 na podstawie napisanej pod kierunkiem Bogudara Kordasiewicza rozprawy pt. Przemiany własności w Polsce. Podstawowe koncepcje i instrukcje normatywne otrzymała w Instytucie Nauk Prawnych PAN stopień naukowy doktora nauk prawnych nauk prawnych w zakresie prawa. W tym samym Instytucie na podstawie dorobku naukowego oraz rozprawy pt. Prawo do mieszkania w Konstytucji i w ustawodawstwie uzyskała stopień doktora habilitowanego nauk prawnych w zakresie prawa, specjalność: prawo cywilne.
Została adiunktem a następnie docentem w Instytucie Nauk Prawnych Polskiej Akademii Nauk.
Radca prawny. Od 2012 Senior Counsel w Greenberg Traurig.
Została członkiem Kolegium Redakcyjnego „Studia Prawa Prywatnego”.

## Wybrane publikacje
- Przemiany własności w Polsce. Podstawowe koncepcje i konstrukcje normatywne (1994)
- Mienie. Komentarz do art. 44–553 Kodeksu cywilnego (1997)
- Wzorce umów w prawie polskim (2005)
- Prawo do mieszkania w konstytucji i ustawodawstwie (2007)
- Komunalizacja versus uwłaszczenie państwowych osób prawnych (na przykładzie nieruchomości PKP) (2018)
- Sytuacja prawna cmentarzy żydowskich w Polsce 1944–2019 (2020)[3]